# Alnus incana

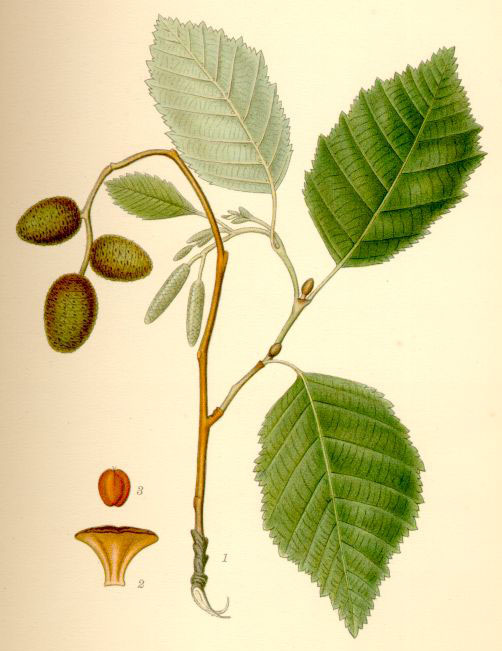
Ilustración

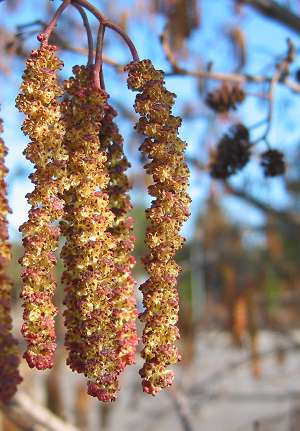
Inflorescencia

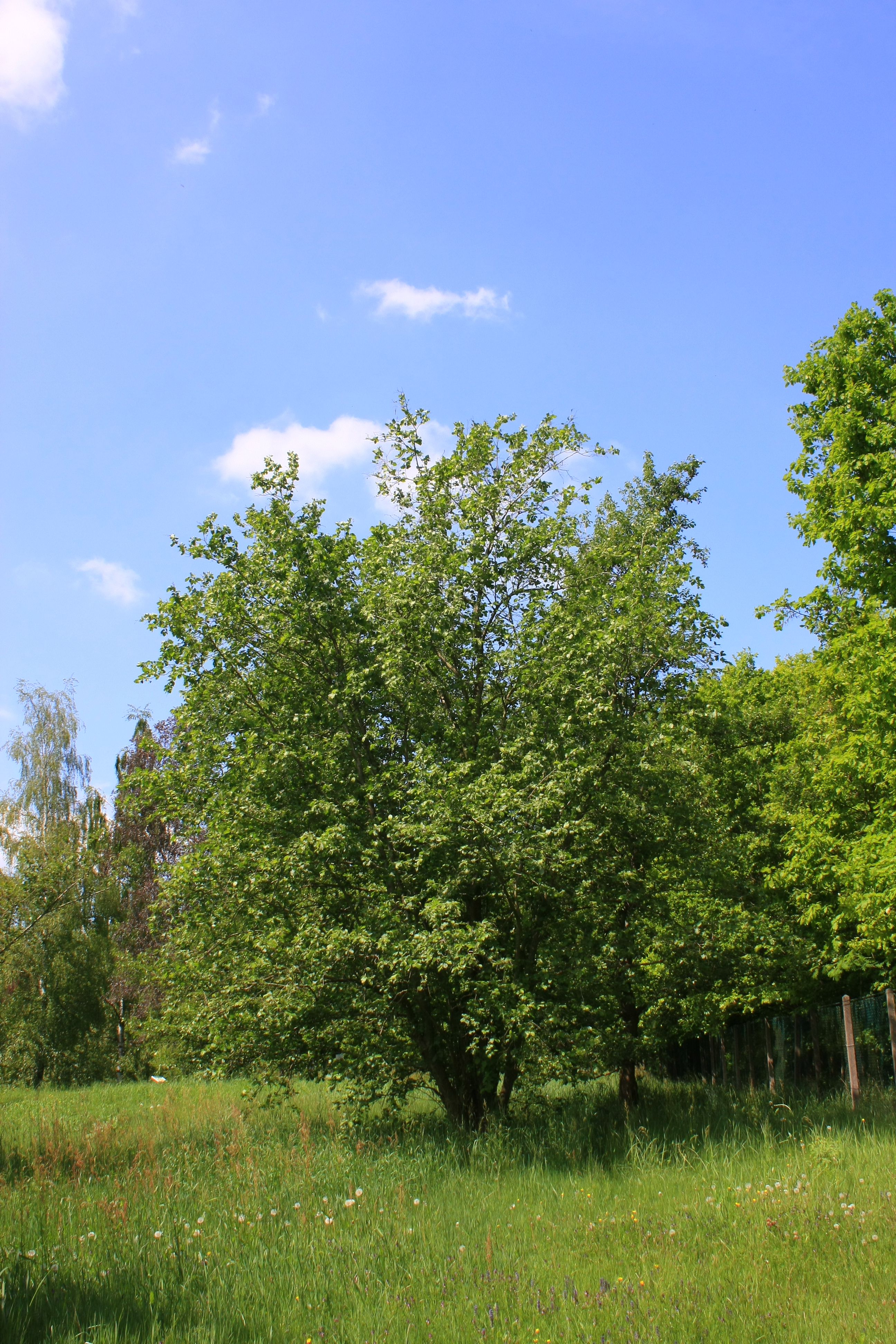
Vista del árbol

El aliso gris o aliso cano (Alnus incana), es una especie de árbol perteneciente a la familia de las betuláceas.

## Distribución geográfica
Es una especie de aliso con una amplia gama a través de las partes más frías del hemisferio norte.

## Descripción
Se trata de un árbol de pequeño a mediano tamaño que alcanza los 15-20 m de altura con corteza lisa gris, incluso en la vejez, su vida alcanza un máximo de 60-100 años. Las hojas son de color mate verde, ovoides de 5-11 cm de largo y 4-8 cm de ancho. Las flores aparecen a principios de la primavera antes de salir las hojas, las masculinas colgante y de 5-10 cm de largo, y las femeninas de 1,5 cm de largo y 1 cm de ancho, madurando a finales de otoño. Las semillas son pequeñas, de 1-2 mm de largo, de color marrón claro y con una estrecha ala. El aliso gris tiene un sistema de raíces superficiales, y se caracteriza no solo por la fuerte producción de retoños de tocón, sino también por los retoños de raíz, especialmente en el norte de su área de distribución.
Alnus incana es una especie exigente de luz, son árboles de crecimiento rápido que crecen bien en suelos pobres.  En Europa central, es un colono de las tierras aluviales de montaña junto a arroyos y riachuelos, y se desarrollan a altitudes de hasta 1500 metros. Sin embargo, no requieren un suelo húmedo, y también suelen colonizar laderas pedregosas y superficiales.  En la parte septentrional de su área de distribución, es un árbol común a nivel del mar en los bosques, los campos abandonados y en cercanías de lagos.  A veces es utilizado para la forestación en suelos no fértiles, que se enriquece por medio de la fijación del nitrógeno por las bacterias en los nódulos de sus raíces. La madera se asemeja a la del aliso negro, pero es algo más pálido y de poco valor.

## Taxonomía
Alnus incana fue descrita por (L.) Moench y publicado en Methodus Plantas Horti Botanici et Agri Marburgensis : a staminum situ describendi 424. 1794.
Etimología
Alnus: nombre genérico del latín clásico para este género.
incana: epíteto latíno que significa "gris, canoso"
Variedades
Hay cuatro a seis subespecies, algunas tratadas como especies separada por algunos autores:
- Alnus incana incana (aliso gris). Europa del Norte y el noroeste de Asia, y el centro y sur de Europa en las montañas, principalmente en las regiones de los Alpes, Cárpatos y el Cáucaso.
- Alnus incana hirsuta (Spach) = A. hirsuta Spach. El noreste de Asia, Asia Central y en las montañas.
- Alnus incana kolaensis (NIOrlova)  Subártica noreste de Europa.
- Alnus incana oblongifolia (= A. oblongifolia; Arizona Alder). Suroeste de América del Norte.
- Alnus incana rugosa (Du Roi) RTClausen (= A. rugosa Du Roi; Manchado Alder).  El noreste de América del Norte.
- Alnus incana tenuifolia (Nutt.) Breitung (= A. tenuifolia Nutt.; Thinleaf Alder Alder o Montaña).  Noroeste de América del Norte y Alaska.

Hay una variedad especialmente apreciada para los jardines por su vivo color amarillo, el Alnus incana 'Aurea', Aliso dorado.
Sinonimia
- Alnus februaria var. incana (L.) Kuntze
- Betula alnus var. incana L.
- Betula incana (L.) L.f.[4][5][6]